# Lungotevere Maresciallo Diaz
Le Lungotevere Maresciallo Diaz est le tronçon du Lungotevere qui relie la Piazza Lauro De Bosis à la Piazzale di Ponte Milvio, à Rome,  sur la rive droite du Tibre, dans le quartier Della Vittoria, qui jouxte le nord de la cité du Vatican.

## Caractéristiques
Situé sur la rive droite du Tibre, le Lungotevere Maresciallo Diaz est nommé ainsi en référence au maréchal d'Italie Armando Diaz, chef d'état-major de l'armée italienne pendant la Première Guerre mondiale et ministre de la guerre dans le premier gouvernement fasciste de Benito Mussolini — du 31 octobre 1922 au 30 avril 1924 — présenté lors de sa formation, comme un « cabinet d'union nationale ». Il a été créé par une résolution du gouverneur en date du 8 mars 1937.
Le Lungotevere est situé dans la zone du complexe sportif du Foro Italico, anciennement dénommé Foro Mussolini. On peut y voir la foresteria Nord, un bâtiment conçu par l'architecte Costantino Costantini (it), construit en 1933 en harmonie avec la foresteria Sud, également conçue lors de la construction du Foro Italico ; Les deux maisons d'hôtes servaient de bâtiments de réception.
L'avenue atteint le pont Milvius ; c'est la partie la plus septentrionale du Lungotevere sur la rive droite.

## Crédit d'auteurs
- (it) Cet article est partiellement ou en totalité issu de l’article de Wikipédia en italien intitulé « Lungotevere Maresciallo Diaz » (voir la liste des auteurs).